# Giada Ferraro
Giada Ferraro (Giussano, 6 maggio 1989) è un'ex calciatrice italiana, di ruolo portiere.

## Carriera
Ha giocato in Serie A con il Fiammamonza (con cui ha anche vinto la Supercoppa italiana 2006 e il campionato italiano 2005-2006), con il Milan e con l'Inter. Ha finito la sua stagione col Caprera. 

## Palmarès

### Club

#### Competizioni nazionali
- Supercoppa italiana: 1

Fiammomonza: 2006
Campionato italiano:
Scudetto con Fiammamonza 2005-2006